# 637 (szám)
Az 637 (római számmal: DCLXXXVII) egy természetes szám.

## A szám a matematikában
A tízes számrendszerbeli 637-es a kettes számrendszerben 1001111101, a nyolcas számrendszerben 1175, a tizenhatos számrendszerben 27D alakban írható fel.
A 637 páratlan szám, összetett szám, kanonikus alakban a 72 · 131 szorzattal, normálalakban a 6,37 · 102 szorzattal írható fel. Hat osztója van a természetes számok halmazán, ezek növekvő sorrendben: 1, 7, 13, 49, 91 és 637.
Tízszögszám.
A 637 négyzete 405 769, köbe 258 474 853, négyzetgyöke 25,23886, köbgyöke 8,60425, reciproka 0,0015699.